# Prefectura de Wakayama
La prefectura de Wakayama (和歌山県 Wakayama-ken?) está ubicada en la región de Kansai, en el extremo más meridional de península de Kii, al sur de la isla de Honshū, en Japón. La capital es la ciudad de Wakayama.

## Historia
La prefectura de Wakayama de hoy es en gran parte la parte occidental de la antigua provincia de Kii.

## Geografía

Prefectura de Wakayama: Ciudades en rojo, Distritos en marrón.

### Ciudades
- Arida
- Gobō
- Hashimoto
- Iwade
- Kainan
- Kinokawa
- Shingū
- Tanabe
- Wakayama (capital)

### Pueblos y villas
Estos son los pueblos y villas de cada distrito:
- Distrito de Arida
  - Aridagawa
  - Hirogawa
  - Yuasa
- Distrito de Hidaka
  - Hidaka
  - Inami
  - Hidakagawa
  - Mihama
  - Minabe
  - Yura
- Distrito de Higashimuro
  - Kitayama
  - Kozagawa
  - Kushimoto
  - Nachikatsuura
  - Taiji
- Distrito de Ito
  - Katsuragi
  - Kōya
  - Kudoyama
- Distrito de Kaisō
  - Kimino
- Distrito de Nishimuro
  - Kamitonda
  - Shirahama
  - Susami

## Economía
La Prefectura de Wakayama es una de las principales productoras de mandarinas de Japón.
Otra fuente de ingresos es la que genera la caza anual de delfines en Taiji como queda reflejado en el documental estadounidense The Cove.

## Demografía
La población de Wakayama es una de las más bajas de Japón situándose en el puesto 39 de las prefecturas con 1.069.839 de habitantes el año 2000.

## Regiones hermanadas
- China, Shandong - 18 de abril de 1984 Amistad.
- Francia, Pirineos Orientales - 15 de septiembre de 1993 Amistad.
- Estados Unidos, Florida - 10 de abril de 1995 Hermanamiento.
- México, Sinaloa - 20 de mayo de 1996 Amistad.
- España, Galicia, Camino de Santiago y Kumano Kodō (Sitios sagrados y rutas de peregrinación de los Montes Kii) Caminos hermanos - 9 de octubre de 1998

## Turismo
El 7 de julio de 2004, “los sitios sagrados y rutas de peregrinaje de las Montañas de Kii” fueron registradas como Patrimonio de la Humanidad. Consiste de tres sitios sagrados llamados “Yoshino Omine” el cual es un lugar para el “auto entrenamiento”, “Kumano sanzan” el cual es el centro de la creencia en Kumano y “Koyasan" la capital del Budismo esotérico de la secta Shingon, así una ruta que conecta todos estos lugares llamada "El Camino de Kumano".
Desde tiempos ancestrales estos han sido sitios sagrados para el Shinto y el Budismo; impulsados por varias creencias tales como antiguas religiones de adoración de la naturaleza y el Budismo, traído desde China.

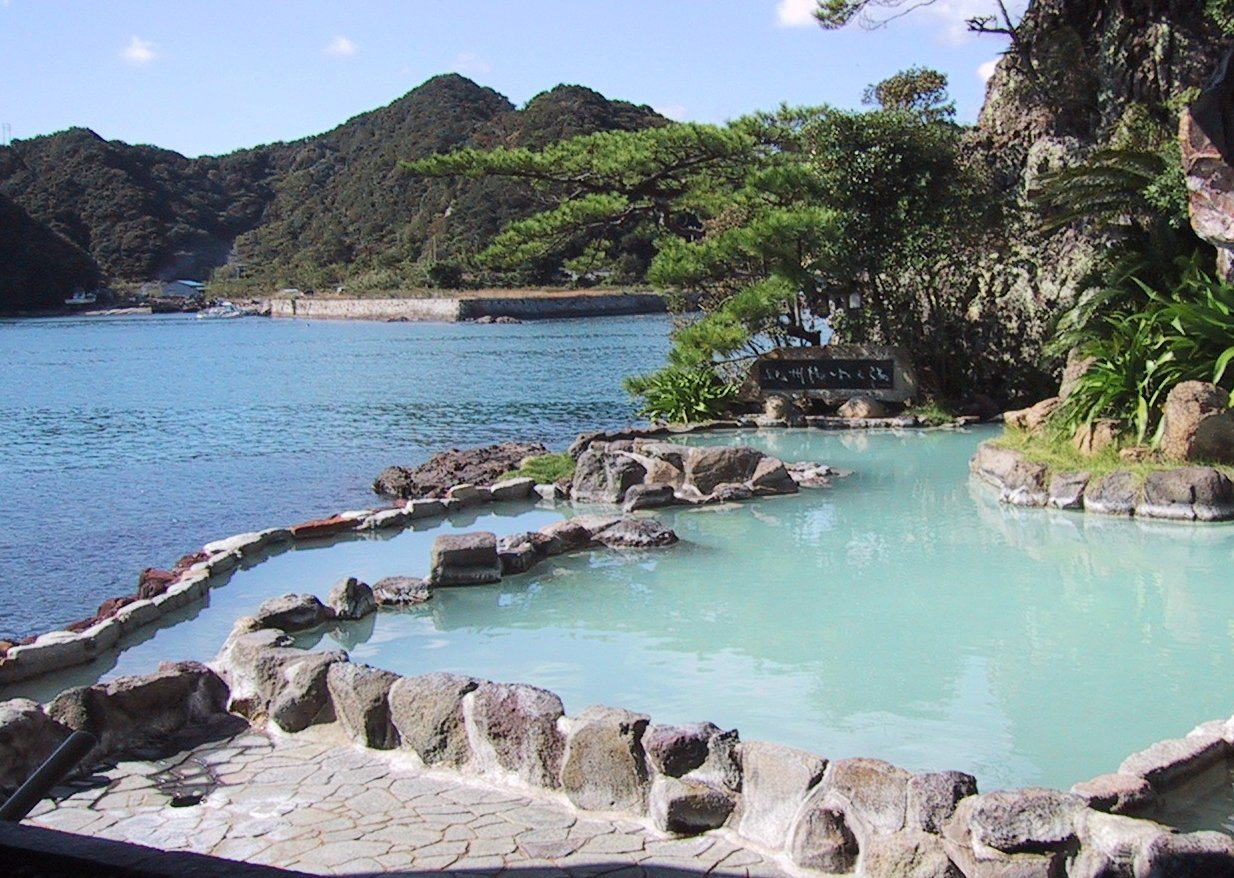
Onsen en Nachikatsuura
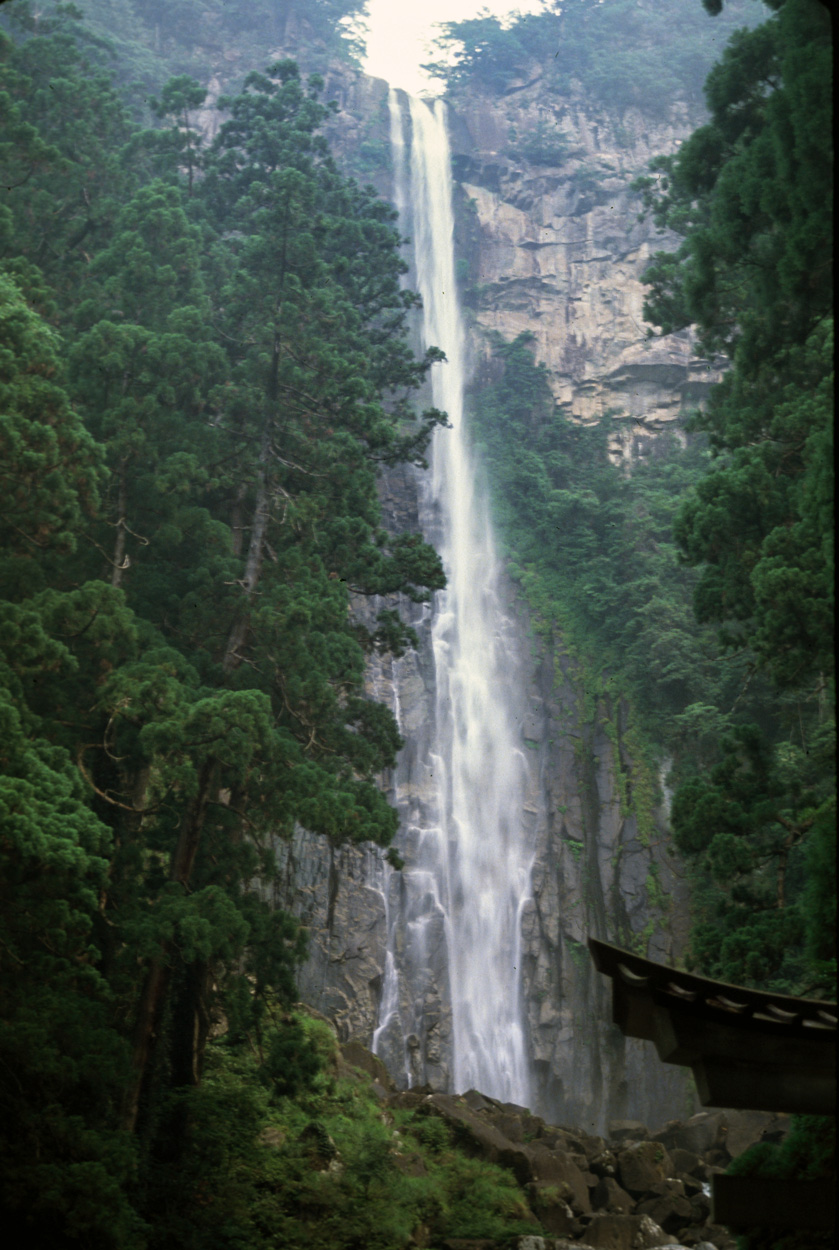
Cascada Nachi
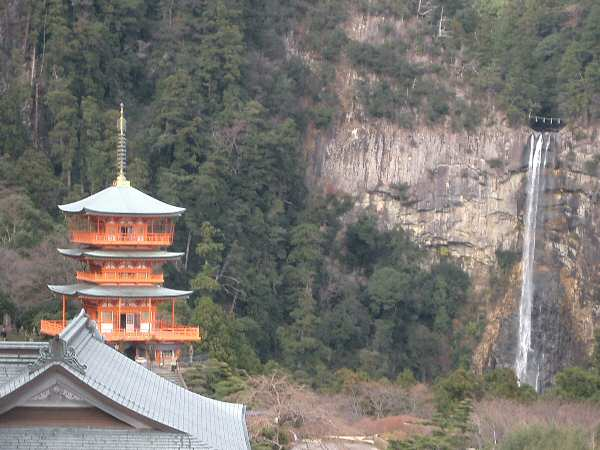
Cascada Nachi
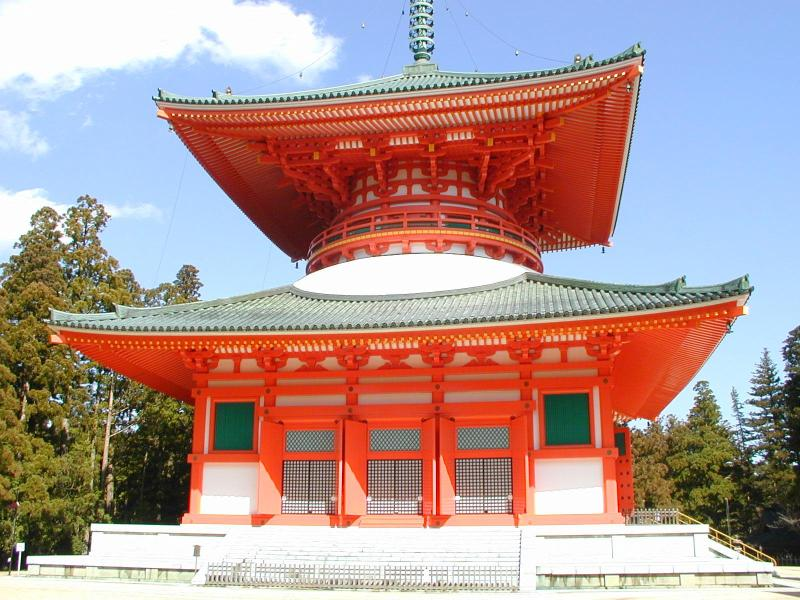
Konpon Daido (Monte Koya)
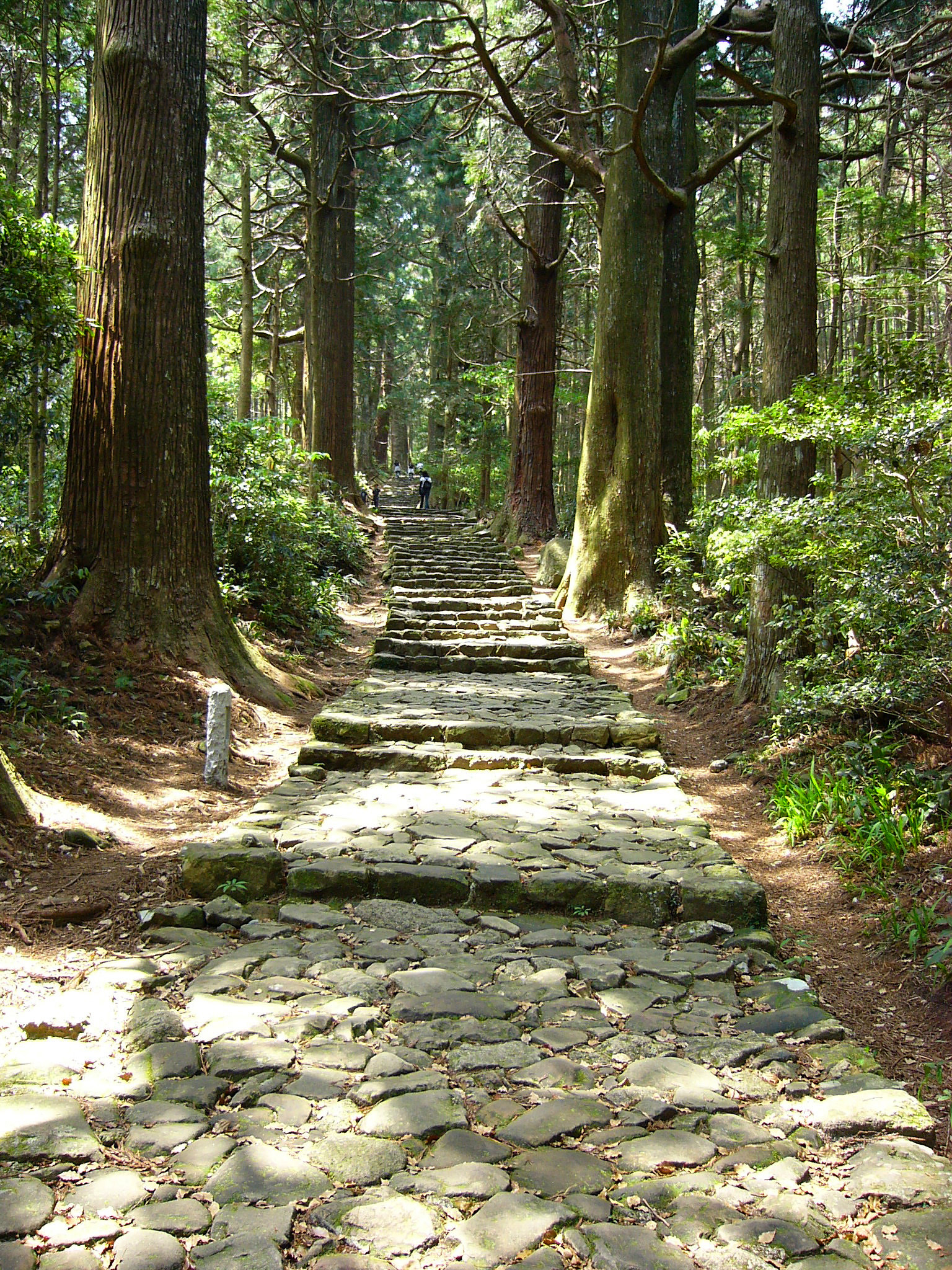
Daimonzaka
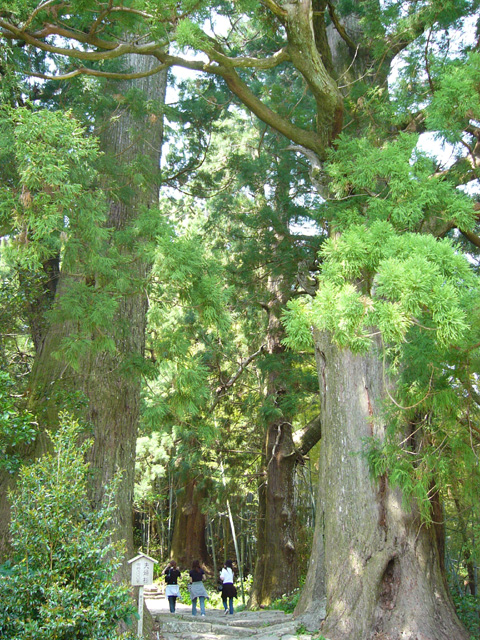
Daimonzaka
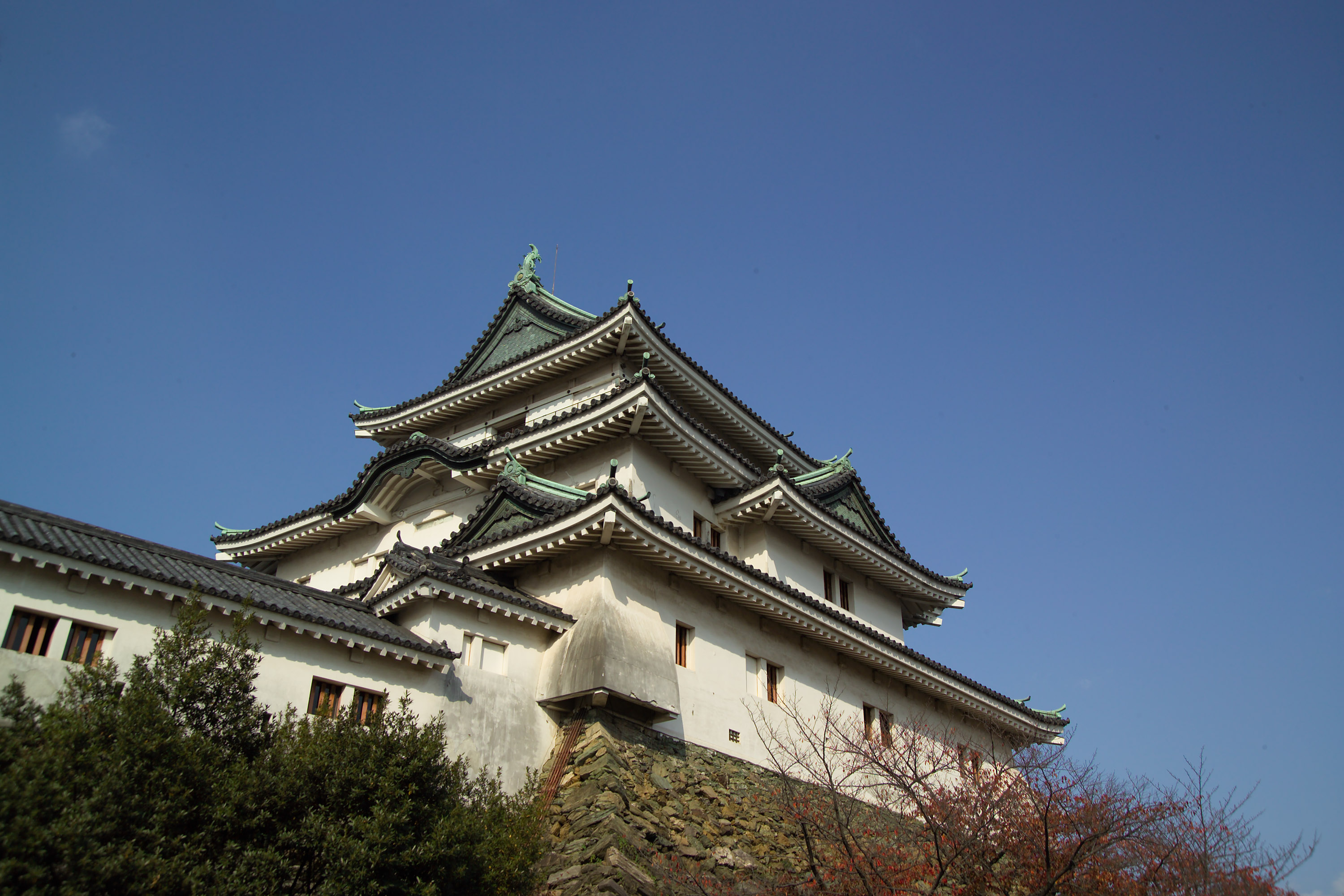
Castillo de Wakayama